# Lektiologi
 Der er for få eller ingen kildehenvisninger i denne artikel, hvilket er et problem. Du kan hjælpe ved at angive troværdige kilder til de påstande, som fremføres i artiklen.

Lektiologi, som er afledt af det latinske ord lectio (læsning), betegner studiet af skriftsprogskompetencer hos personer med specifikke skriftsprogsvanskeligheder.
Begrebet lektiologi blev første gang præsenteret på Aarhus Universitet i 2007 i forbindelse med et intensivt efteruddannelsesforløb af 15 personer med kandidateksamen i et sprogfag og/eller lingvistik. Siden har lektiologien eksisteret som et aktivt fagmiljø, der har etableret forbindelse til lignende internationale fagmiljøer. I 2013 blev lektiologi kortvarigt udbudt som et tilvalgsfag på Aarhus Universitet. Det er siden blevet nedlagt igen, og der udbydes ikke længere formel uddannelse i lektiologi
Lektiologiens centrale genstandsfelt er udvikling af skriftsprogskompetencer hos personer med skriftsprogsvanskeligheder forårsaget af specifikke barrierer i forhold til denne udvikling. Fagområdet har således to fokusområder, dels via forskning at bidrage til forståelse af fænomenet skriftsprogsvanskeligheder, og dels via praksis at udvikle interventionsmetoder, der giver den enkelte med skriftsprogsvanskeligheder muligheder for at udvikle skriftsprogskompetencer, der svarer til deres intellektuelle og arbejdsmæssige ressourcer.
I forhold til såvel forskning som intervention er den lektiologiske metode interdisciplinær, idet den kombinerer lingvistiske, kognitive, sociale, psykologiske, didaktiske og pædagogiske teorier.